# Искар
Искар (буг. Искър, лат. Oescus, Ескус) је река у западној Бугарској. Са 368 km је најдуже река која тече само у Бугарској. Површина слива износи 8.650 km².
Искар извире на планини Рили, тече поред Софије и пролази дубоком сутјеском кроз Стару планинуу. Као десна притока утиче у Дунав код села Гиген у Плевенска област.
Искар настаје спајањем три реке: Црни, Бели и Леви Искар.
Протиче кроз седам Бугарских области: град Софију, области Софијску, Перничку, Врачанску, Плевенску и Ловеч. Дуж његовог тока изграђен је низ акумулационих језера и хидроелектрана. Користи се и за наводњавање. На Искару или у његовој близини лежи више градова, међу којима су Самоков, Софија и Мездра.
Главне притоке Искара су Палакарија, Стари Искар, Блато, Искерца, Златна Панега и Сливенска река.